# Classiebawn Castle

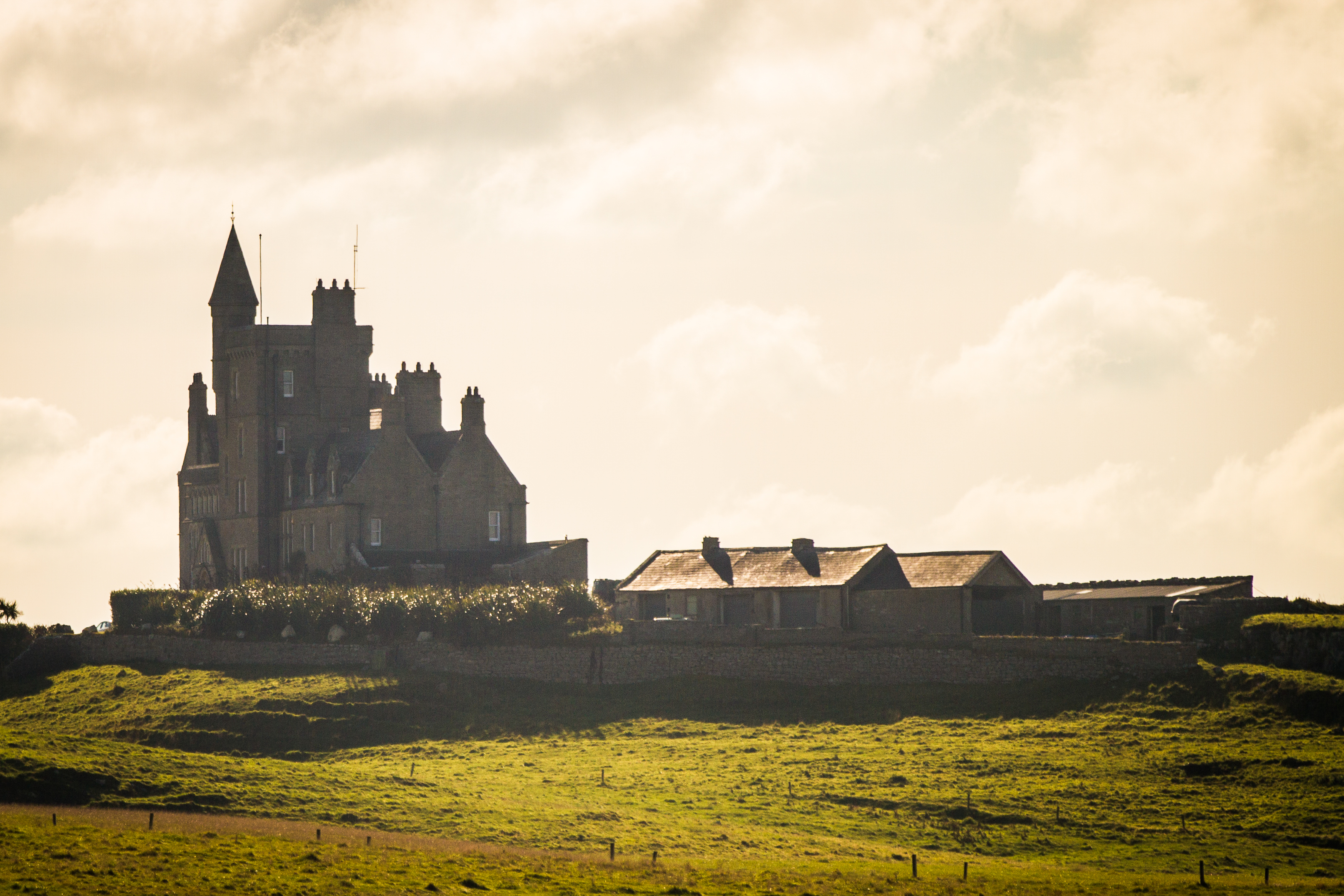
Classiebawn Castle

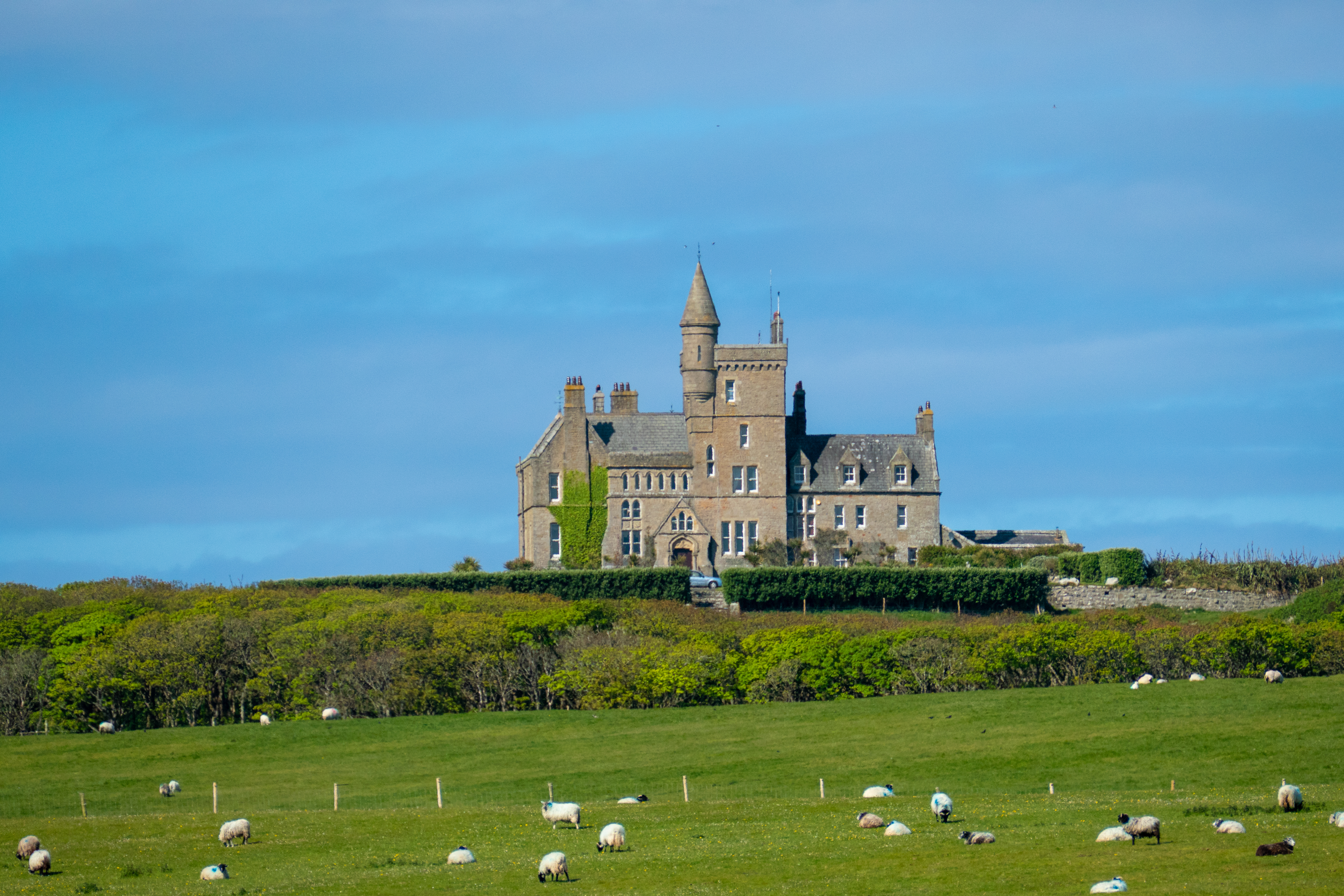
Die Längsseite

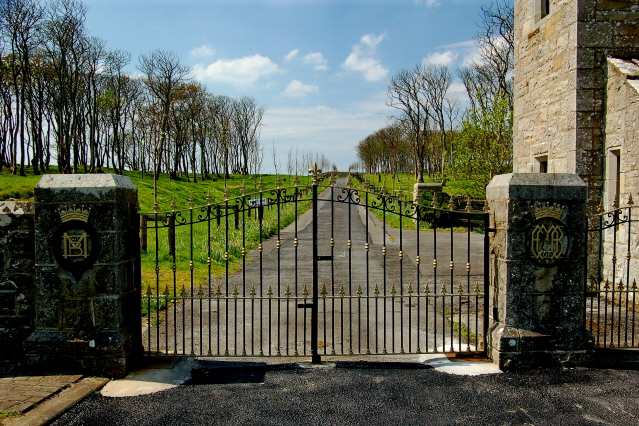
Gate und Zugangsweg zum Schloss

Classiebawn Castle (irisch Caisleán na Clasaí Báine) ist ein Landschloss und Landhaus in der Nähe des Dorfes Cliffoney auf der Mullaghmore-Halbinsel im irischen County Sligo. Das Haus ließ Henry Temple, 3. Viscount Palmerston, (1784–1865) auf einem früher 40 km² großen Anwesen errichten. Das heutige Landschloss entstand größtenteils Ende des 19. Jahrhunderts.

## Beschreibung
Classiebawn Castle wurde von J. Rawson Carrol, einem Architekten aus Dublin, im Scottish Baronial Style entworfen und ist aus gelbbraunem Sandstein errichtet, der auf dem Seeweg aus dem County Donegal angeliefert wurde. Es besteht aus einem Giebelbau mit einem zentralen Turm, auf dem eine Tourelle mit konischem Dach sitzt.

## Geschichte
Das Land, das einst der Familie O’Connor Sligo gehörte, wurde vom englischen Parlament konfisziert, um die Leute zu entschädigen, die die irische Rebellion 1641 niederschlugen. Die rund 40 km² Land, auf dem Classiebawn Castle heute steht, erhielt Sir John Temple (1600–1677), Master of the Rolls of Ireland.
Das Anwesen fiel später an Henry John Temple, 3. Viscount Palmerston, einen Politiker, der sowohl das Amt eines britischen Premierministers als auch das eines britischen Außenministers bekleidete. Dieser Lord Palmerston gab den Bau des heutigen Classiebawn Castle in Auftrag, ebenso den des Hafens von Mullaghmore. Bei seinem Tod 1865 war das Haus noch nicht fertig, aber sein Stiefsohn und Nachfolger, The Rt. Hon. William Cowper-Temple, P.C., M.P. (später zum 1. Baron Mount-Temple erhoben), ließ es 1874 fertigstellen. Letzterer starb im Jahre 1888 kinderlos und das Anwesen fiel an seinen Neffen, The Hon. Evelyn Ashley, den zweiten, überlebenden Sohn von Anthony Ashley-Cooper, 7. Earl of Shaftesbury. Evelyn Ashley verbrachte dort jedes Jahr einige Zeit und nach seinem Tod 1907 folgte ihm sein einziger Sohn, Wilfrid Ashley (später zum 1. Baron Mount Temple in neuer Ernennung erhoben) nach. Auch dieser verbrachte seine Sommer in dem Landhaus, und zwar mit seinen beiden Töchtern, Edwina, der späteren Countess Mountbatten, und Mary (1906–1986), die als zweite von drei Ehefrauen von Thomas Cholmondeley 1944–1955 Baroness Delamere war.

### Die Jahre unter Mountbatten
1916 wurde das Haus geräumt und blieb bis 1950 leer. Im Juli 1939 erbten Edwina, Countess Mountbatten of Burma, und ihr Gatte, der Flottenadmiral Louis Mountbatten, 1. Earl Mountbatten of Burma, das Anwesen und ließen einige Verbesserungen, wie den Einbau einer elektrischen Beleuchtung und einer Trinkwasserversorgung, vornehmen. Nach dem Tod seiner Gattin im Februar 1960 verbrachte Lord Mountbatten, der letzte Generalgouverneur und Vizekönig von Indien, seine Sommer in dem Landhaus, bis er im August 1979 bei einem Attentat der IRA, bei dem sein Boot vor der Küste von Mullaghmore in die Luft gesprengt wurde, zu Tode kam.
Das Landhaus und die umgebenden Ländereien gehören heute zum Anwesen von Hugh Tunney (1928–2011), einem verstorbenen Geschäftsmann aus Trillick im County Tyrone, der das Haus mit 120 Hektar Grund 1991 kaufte, nachdem er es viele Jahre lang gepachtet hatte.